# کانورس (کارولینای جنوبی)
کانورس(به انگلیسی: Converse) شهری در ایالت کارولینای جنوبی کشور ایالات متحده آمریکا است که جمعیت آن در سرشماری سال ۲۰۱۰ میلادی، ۶۰۸ نفر بوده‌است.